# ペンサコーラ (フロリダ州)
ペンサコーラ（Pensacola）は、アメリカ合衆国フロリダ州北西端に位置する都市。モービルの東約90km、州都タラハシーの西約300kmに位置する。メキシコ湾につながるペンサコーラ湾に面し、また「海軍航空のゆりかご」と称されるペンサコーラ海軍航空基地をはじめとする海軍関連施設を多数抱える軍事都市・港湾都市であり、また、歴史的建築物と白砂のビーチで知られる観光都市・保養都市でもある。人口は54,312人（2020年国勢調査）。ペンサコーラに郡庁を置くエスカンビア郡、およびその東隣のサンタローザ郡の2郡にまたがる都市圏は509,905人（2020年国勢調査）の人口を抱えている。

## 概要
ペンサコーラという市名は1100年頃からこの地に住みつき、文化を興していたネイティブ・アメリカンのペンサコーラ族に由来すると考えられている。ペンサコーラは現在のアメリカ合衆国本土で最初のヨーロッパ人入植地が創設された地であり、その歴史は1559年にさかのぼる。しかし、ハリケーンの被害、飢饉、および先住民の攻撃により、このスペイン人入植地は短命に終わり、1561年には放棄された。その後、17世紀後半に入ると、フランスによるルイジアナの探検が進み、スペインがそれを脅威として捉えたため、フランスの牽制を目的としてこの地に入植地を再設し、それが現代の街の基礎となった。
その後、この地はスペインからフランス、イギリス、アメリカ連合国、そしてアメリカ合衆国の統治下に入った歴史を持つため、市はThe City of Five Flags（五旗の街）と呼ばれている。

## 歴史
ペンサコーラを統治下に置いた国家の変遷
- スペイン: 1559-1719年, 1722-63年, 1781-1819年
- フランス: 1719-22年
- イギリス: 1763-81年
- アメリカ連合国: 1861-62年
- アメリカ合衆国: 1821-61年, 1862年以降

### 先史時代

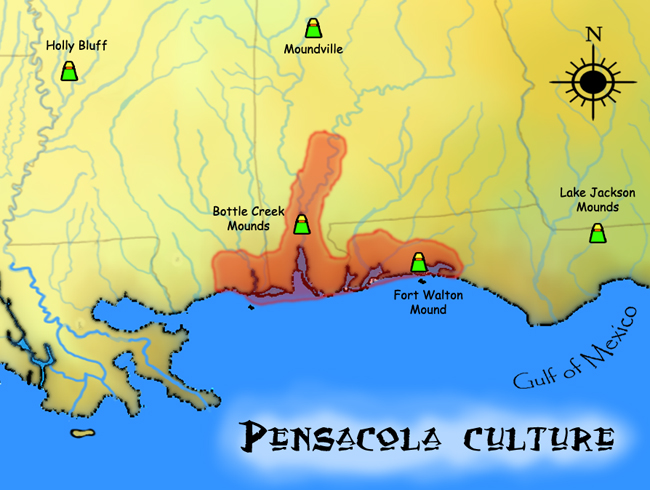
ペンサコーラ文化の興った地域

ペンサコーラ湾岸のこの一帯には、ヨーロッパ人の入植以前にはネイティブ・アメリカンのペンサコーラ族が住み着き、1100年頃から1700年頃にかけてペンサコーラ文化が興っていた。1677年まで記録には出てこないものの、ペンサコーラ族はペンサコーラ湾、およびペンサコーラという市名の由来になったと考えられている。また、ペンサコーラ族同様にマスコギ語系の言語を話すクリーク族もまた、通商のために定期的に、現在のアラバマ州南部からこの地を訪れていた。 
考古学的に最もよく知られたペンサコーラ文化の遺跡は、現代のペンサコーラ市の西95km、アラバマ州モービルの北にあるボトルクリーク遺跡である。 この遺跡には1250年頃から1550年頃にかけて造られたと見られる大きな土塁が18あり、そのうちの5つが中央の広場を囲むように造られている。この遺跡はペンサコーラ族の儀礼の中心地、またペンサコーラ社会への玄関口であり、彼らの主要交通手段であったカヌーで容易にたどりつける場所であった。

### ヨーロッパ人の入植と領有権争い
この一帯にヨーロッパ人が訪れるようになったのは16世紀中盤にさしかかった頃であった。1528年にはスペインのパンフィロ・デ・ナルバエスの一行が、1539年には同じくスペインのエルナンド・デ・ソトの一行がその探検の中でこの地を訪れた。そして1559年、トリスタン・デ・ルナ・イ・アレヤーノがメキシコのベラクルスから11隻の船を率いて、1,400人の入植者と共にこの地に降り立ち、現在のアメリカ合衆国本土で最初のスペイン人入植地を創設した。しかし、同年9月19日にハリケーンがこの地を襲い、何百人もの死者を出し、5隻の船が沈没し、キャラベル船が座礁し、食料やその他生活用品も傷み、この入植地は壊滅した。1,000人ほどの生存者は別の場所に入植地を再設したが、飢饉や原住民の攻撃により、1561年には放棄された。240人ほどはこの地を離れ、サンタエレナ（現在のサウスカロライナ州パリスアイランド）へと向かったが、その航海の最中に別の嵐に遭い、キューバへと行先を変え、散り散りになった。この地に最終的に残った50人ほどの入植者はメキシコに戻り、西フロリダは危険すぎて入植できないと結論付けた。こうした西フロリダ観はその後135年にわたって、当地のスペイン人入植者の間に残った。

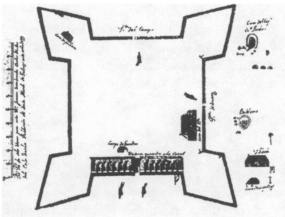
スペインが描いた、プレシディオ・サンタ・マリオ・デ・ガルベの構想図（1699年）

17世紀後半に入ると、フランスがルイジアナの植民地化を目論んでミシシッピ川下流域の探検を始めた。すると、スペインはそれを自国領に対する脅威として捉え、西フロリダに再び入植地を建設した。1698年、スペインはこの地に、プレシディオ・サンタ・マリア・デ・ガルベという城塞と、現代のペンサコーラの街の基礎となった村を建設した。この地は1719年にフランスに占領され、城塞もフランスのものとなった（四カ国同盟戦争・ペンサコーラ占領）。しかし、フランスによるこの地の統治は長くは続かず、3年後、1722年にスペインは再びこの地を取り返した。このとき、フランスは城塞を去る際に火を放ち、全焼させた。すると、スペインはもとの城塞からペンサコーラ湾を隔てて南、サンタローザ島のほうが他のヨーロッパ諸国やネイティブ・アメリカンによる攻撃から守りやすいと考え、その西端に、2番目の城塞となるプレシディオ・イスラ・デ・サンタ・ローザを建てた。1752年にハリケーンでこの城塞が倒壊すると、スペインは最初の城塞から8km東の本土側、現在ではペンサコーラのダウンタウンの歴史地区となっているところに、3番目の（そして最後の）城塞となったプレシディオ・サンタ・ミゲル・デ・ペンザコーラを建てた。

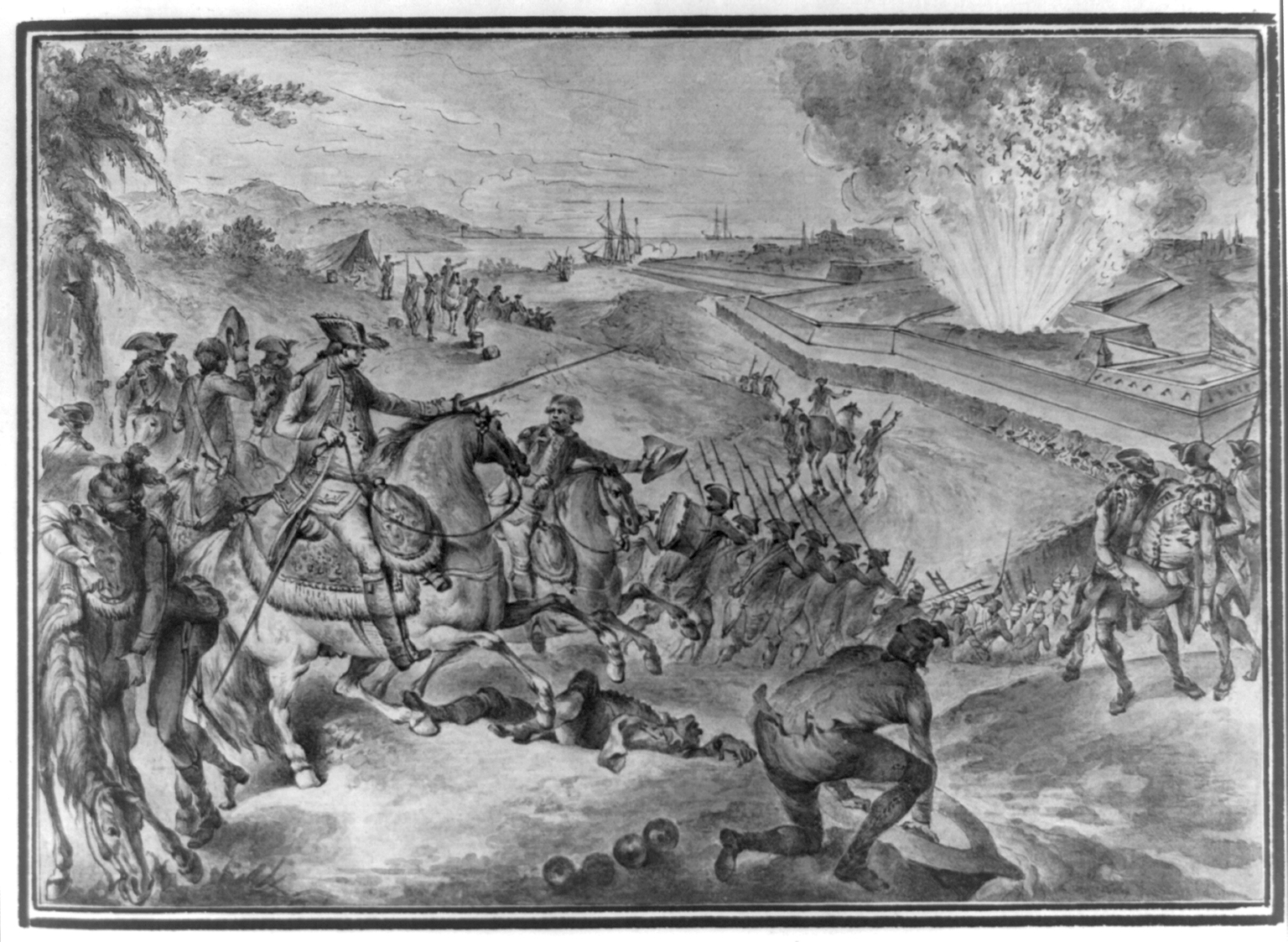
ペンサコーラの戦い

その次にこの地を統治下に置いたのはイギリスであった。1763年、フレンチ・インディアン戦争が終結すると、パリ条約によって、スペインはキューバと引き換えにフロリダをイギリスに引き渡した。するとイギリスは、北アメリカ14番目の植民地として西フロリダ植民地を創設し、ペンサコーラをその首都に定め、かつてのスペインの城塞であったプレシディオ・サンタ・マリア・デ・ガルベの跡地からわずか450mほどの、ペンサコーラ湾を見渡せるところにバランカス砦を建てた。
やがて独立戦争が開戦すると、1779年にスペインが参戦して植民地側につき、その翌々年の1781年にペンサコーラの戦いを制して、三たび西フロリダはスペインの統治下に入った。1783年に独立戦争が終結すると、パリ条約によって、西フロリダと東フロリダの両方がスペイン領となった。3度目のスペイン統治下では、ペンサコーラは辺境の砦の街、そして交易所として発展し、白人男性とクリーク族やアフリカ系の女性との結婚による混血家族が少なからず見られた。

### アメリカ合衆国への編入と南北戦争

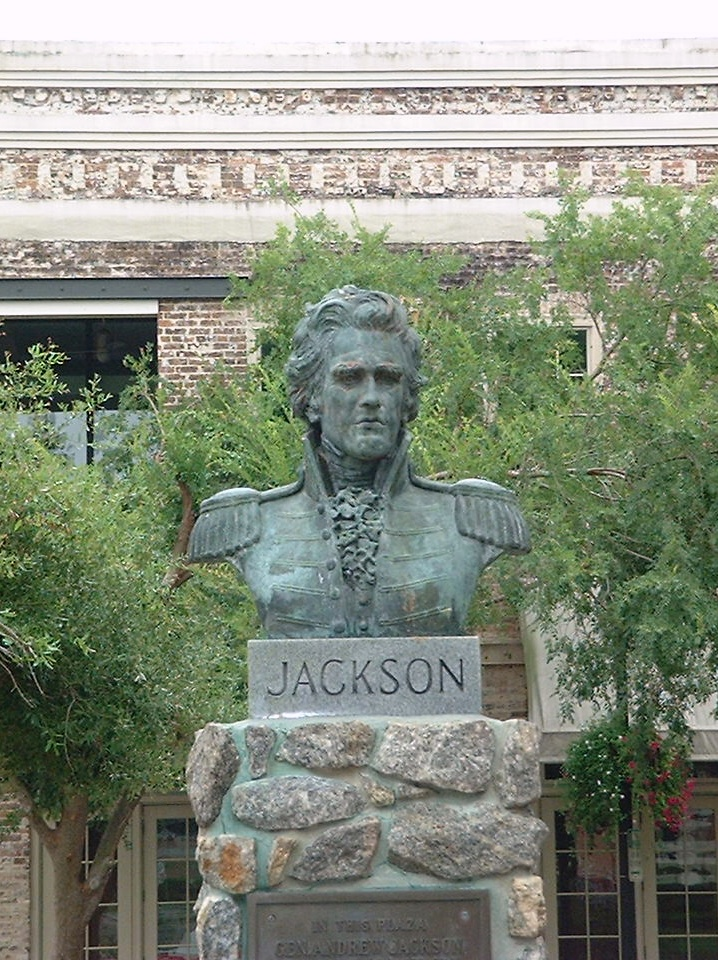
フェルナンド7世広場に立つアンドリュー・ジャクソンの胸像

1812年に開戦した米英戦争の最中、イギリスはスペインの同意の下にペンサコーラに駐留し、砦にユニオンジャックを掲げ、周辺地域のネイティブ・アメリカンを加勢させ、訓練を行っていた。すると、アメリカ合衆国の少将アンドリュー・ジャクソンはイギリスのそうした動きを止めるべく、米英戦争末期の1814年11月、テネシー・ケンタッキー両州の志願兵と共にペンサコーラに進軍し、占領し、イギリス軍を追い出した。その時はジャクソンはペンサコーラへは2日間しか逗留せず、ニューオーリンズへと兵を進めた。
ジャクソンの2度目のペンサコーラ侵攻は第一次セミノール戦争の最中、1818年5月であった。ペンサコーラでネイティブ・アメリカンの軍勢に武器が与えられ、訓練が施されていると考えたジャクソンは、セントオーガスティンからペンサコーラへ進軍し、数発の威嚇砲を放って開城させた。その後ジャクソンはテネシーに帰り、1819年9月には西フロリダがスペインに返還されたが、その時には既に西フロリダはアメリカ合衆国の実効支配下に入っており、またアダムズ＝オニス条約の締結によってアメリカ合衆国によるフロリダ購入も決定的になっていた。1820年10月にスペインが、翌1821年2月にはアメリカ合衆国がそれぞれこの条約を批准し、1821年7月、東西フロリダは統合されたフロリダ準州として、正式にアメリカ合衆国のものとなった。ジャクソンはこの新しい準州の軍政府長官に就任したが、1年も経たないうちに辞任し、後継のウィリアム・デュバルが正式な初代フロリダ準州知事となった。やがて1824年、東西フロリダそれぞれの首都であったセントオーガスティンとペンサコーラの中間点にあったタラハシーがフロリダ準州の州都に定められ、ペンサコーラは西フロリダの政治の中心地としての役割を終えた。
しかし、タラハシー遷都後もなお、ペンサコーラは軍港・商港の港湾都市、そして地域経済の拠点として重要な都市であった。もともと天然の良港に恵まれていたことに加えて、周辺地域の森林資源が豊富であったこと、そして起業家が次々と現れたことから、19世紀前半のペンサコーラは製材産業の中心地として発展した。1825年には、ペンサコーラ港の存在と豊富な木材が造船に有利と考えられ、第6代大統領ジョン・クィンシー・アダムズと海軍長官サミュエル・サウサードがペンサコーラ海軍航空基地の前身であるペンサコーラ海軍工廠の設置を取り決めた。1830年代に入ると、蒸気機関の普及で製材所の効率が格段に上がり、この地域の製材産業に更なる発展がもたらされた。

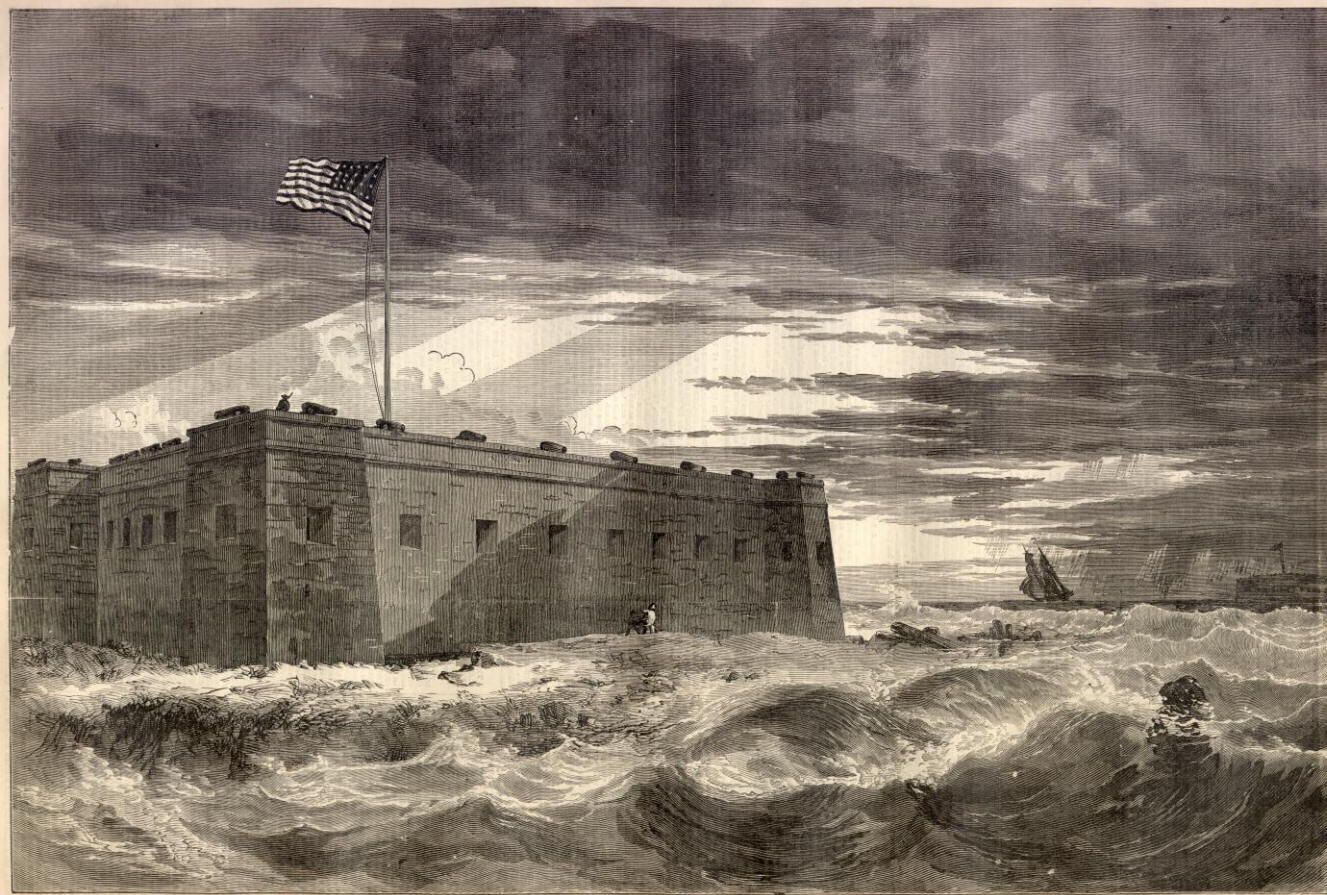
ピケンズ砦（1861年2月）

1845年、アイオワ準州を自由州として昇格させるのと同時に、フロリダ準州は奴隷州として、自由州/奴隷州の数の均衡を取った形で州に昇格した。しかし、1861年1月10日、フロリダ州は連邦から離脱してアメリカ連合国に加入した。その翌々日、1月12日には、ペンサコーラ海軍工廠が南軍に占拠された。一方、サンタローザ島の西端に建ち、ペンサコーラ港防衛の要であったピケンズ砦は、北軍が死守したままであった。やがて南北戦争が開戦し、同年10月9日には、南軍がピケンズ砦の奪取を狙ってサンタローザ島の戦いを仕掛けたが、失敗に終わった。翌1862年5月には、南軍がペンサコーラの街を焼き払って撤退し、住民は内陸へと避難し、北軍がペンサコーラを占領した。

### 南北戦争後

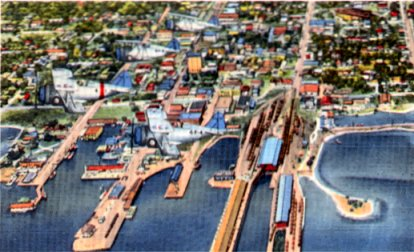
ペンサコーラのダウンタウンが描かれた絵葉書（1930年代中盤）

南北戦争が終結し、レコンストラクション期に入ると、ペンサコーラの再建が始まった。ペンサコーラ港と軍と製材産業の存在によって、ペンサコーラは南部の多くの地域に比べて、復興は容易に進んでいった。アフリカ系の解放奴隷は海軍工廠や製材工場で職を得た。ペンサコーラ・アンド・ペルディード鉄道（現アラバマ・アンド・ガルフ・コースト鉄道の一部）やペンサコーラ・アンド・ルイビル鉄道（現CSXトランスポーテーションの一部）など、南部の各地域とペンサコーラとを結ぶ鉄道の建設も進められた。南北戦争中に内陸へと避難した住民も戻り、人口も回復した。
しかし、20世紀初頭に入ると、ペンサコーラではジム・クロウ法の下で人種隔離が進んだ。アフリカ系の事業はダウンタウンから姿を消し、アフリカ系の求人は無くなり、選挙からも締め出された。加えて、市内のフェルナンド7世広場では有色人種に対する公開リンチが横行した。公民権運動の最中、1960年に連邦裁判所で敗訴するまで、エスカンビア郡公立学区は「隔離すれども平等」の名の下に、白人の学校に有色人種が入学することを禁じていた。多人種共学になった後もなお、1972年には市内のエスカンビア高校で、同校におけるレベル・フラッグの掲揚、同校校歌としての「ディキシー」の演奏および歌唱や、南軍兵士をモチーフとした同校のマスコットがアフリカ系の生徒に対して攻撃的であるとして、暴動に至った。

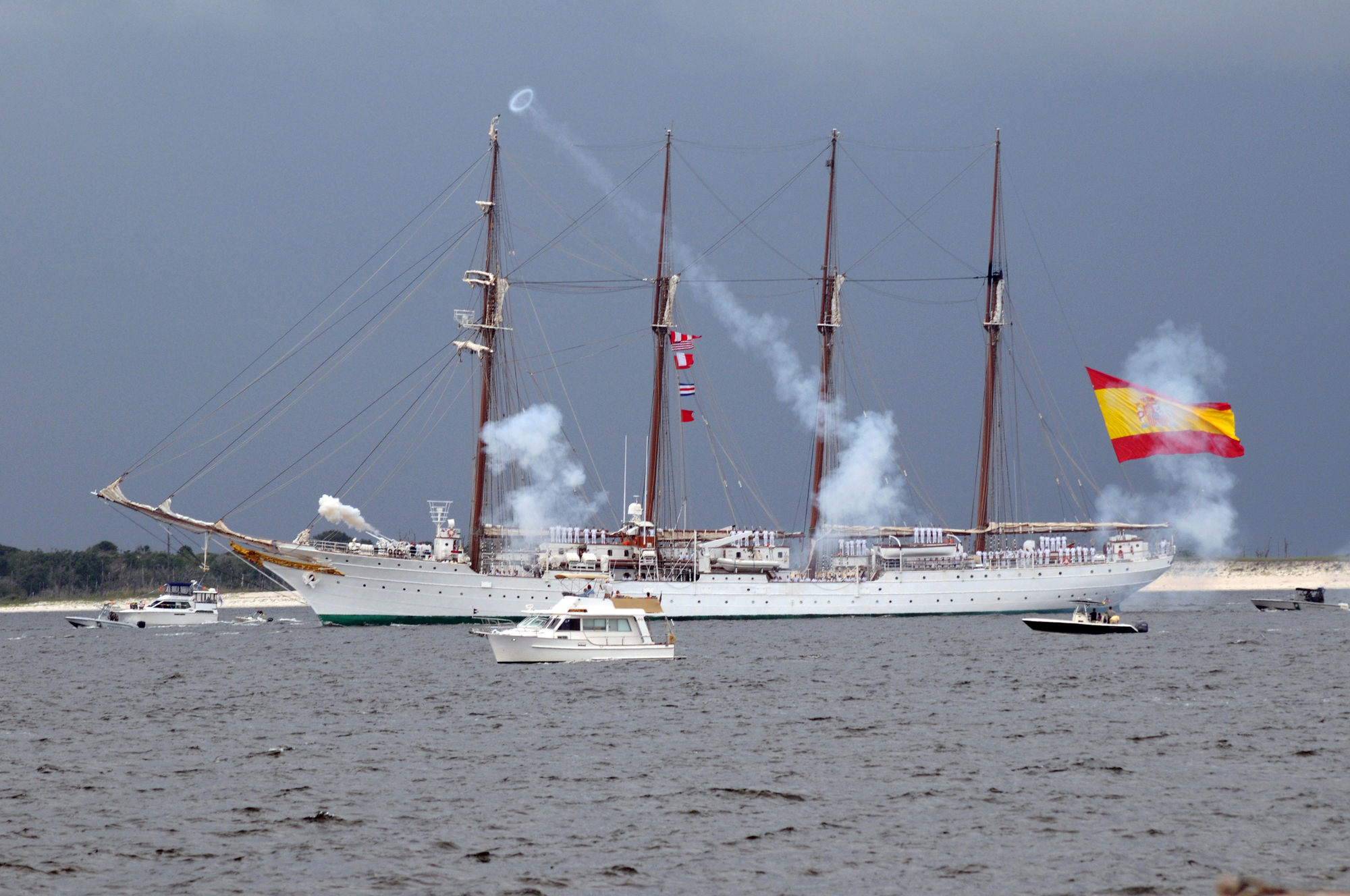
創設450周年を記念してペンサコーラを訪れ、入港の際に21発の祝砲を放つスペイン海軍の練習帆船フアン・セバスティアン・デ・エルカーノ。（2009年6月3日）

20世紀後期以降、ペンサコーラは近隣のパナマシティ、フォートウォルトンビーチ、デスティンなどと同様に、ビーチ沿いの観光・保養都市として発展してきた。メキシコ湾岸の数々のバリアー島では観光開発が進み、コンドミニアムや家が建ち並ぶようになった一方で、未開発の海岸はガルフ・アイランズ国立海岸に指定され、保全された。観光客層は主にアラバマ州やジョージア州など南部近隣州の労働者で、ペンサコーラは「レッドネックのリビエラ」と呼ばれるようになった。こうした観光業の発展に対しては、「エメラルド・コースト」を守りたい上流層の住民からは交通量の増加や公共交通・インフラの需要過多、資産税の増加といった要因で必ずしも歓迎されてはいないが、その一方で、海岸沿いの住民にとっては新たにもたらされたビジネスチャンスとして捉えられてきた。

## 地理
ペンサコーラは北緯30度26分13秒 西経87度12分33秒 / 北緯30.43694度 西経87.20917度に位置している。フロリダ州の北西端に位置しており、西約20kmにはアラバマ州との西の州境になっているペルディード川が流れ、また北約75kmにはアラバマ州との北の州境になっている北緯31度線が通っている。アラバマ州南部のモービルへは西へ約90km、同州中部のモントゴメリーへは北東へ約280km、ルイジアナ州ニューオーリンズへは西へ約300kmであるのに対し、州都タラハシーへは東へ約300km、ジャクソンビルへは東へ約570km、タンパへは南東へ約680km、マイアミに至っては南東へ約1,000kmも離れており、フロリダ州内の主要都市よりも深南部の諸都市に近い。等時帯も州の大部分が東部標準時/東部夏時間に属するのに対し、ペンサコーラはアラバマ州、ミシシッピ州、ルイジアナ州などと同じ中部標準時/中部夏時間に属している。
アメリカ合衆国国勢調査局によると、ペンサコーラ市は総面積102.7km2（39.7mi2)である。そのうち58.8km2（22.7mi2）が陸地で43.9km2（17.0mi2）が水域である。総面積の42.77%が水域となっている。市中心部は概ね平坦で、標高10m以下の土地が続くが、市北部や北郊では標高30-40mに達するところもある。

### 気候

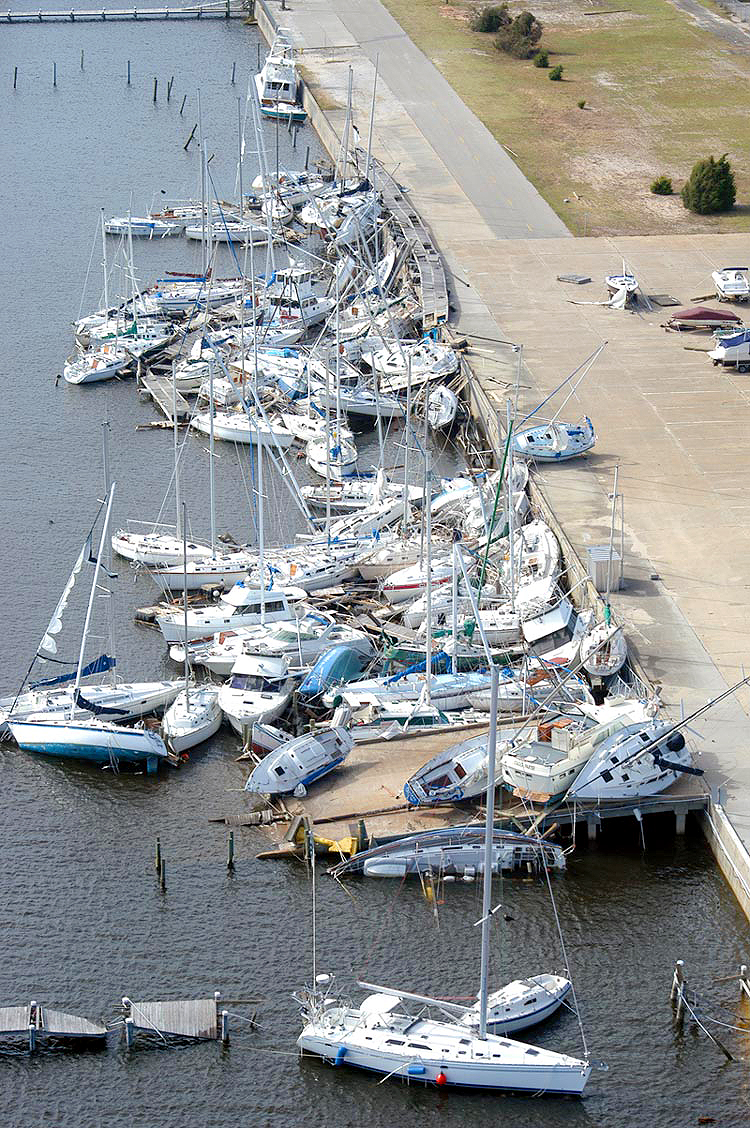
ハリケーン・アイバンの被害を受けたマリーナ（2004年）

ペンサコーラの気候は、ケッペンの気候区分でこそアメリカ合衆国東海岸や南部に広く分布している温暖湿潤気候（Cfa）に属するが、実際には蒸し暑い夏と温暖で過ごしやすい冬に特徴付けられる亜熱帯性の気候である。最も暑い7月の平均気温は28℃、最高気温の平均は32℃で、日中は月の半分くらいの日が30℃を超える。最も寒い1月の平均気温は11℃、最低気温の平均は6℃で、最低気温が氷点下に下がることが時々ある程度である。降水量は年間を通じてほぼ一定して多く、月間110-150mm、特に多い6-8月の夏季には月間170-190mm、年間では1,660mmに達する。冬季の降雪は極めて稀である。
ペンサコーラは有史以来ハリケーンに見舞われやすい土地である。ペンサコーラを含むメキシコ湾北岸に上陸するハリケーンは、メキシコ湾流の影響で海水温の高いカリブ海やメキシコ湾を通るため、勢力が強くなり、被害が大きくなりやすい。古くは1559年、この地に創設された、現在のアメリカ合衆国本土で初のヨーロッパ人入植地を壊滅させたのはハリケーンであった。1995年には、ハリケーン・エリンがカテゴリー2の勢力でペンサコーラを直撃した。2004年には、ハリケーン・アイバンがカテゴリー3の勢力でモービルとペンサコーラの間の海岸に上陸し、目の右側に入ったペンサコーラに大きな被害をもたらした。翌2005年には、ハリケーン・デニスがカテゴリー3の勢力でペンサコーラビーチに上陸した。
|               | 1月   | 2月   | 3月   | 4月   | 5月   | 6月   | 7月   | 8月   | 9月   | 10月  | 11月  | 12月  | 年      |
| ------------- | ----- | ----- | ----- | ----- | ----- | ----- | ----- | ----- | ----- | ----- | ----- | ----- | ------- |
| 平均気温（℃） | 10.8  | 12.6  | 15.8  | 19.2  | 23.7  | 26.9  | 27.9  | 27.7  | 25.8  | 20.9  | 15.9  | 11.9  | 19.9    |
| 降水量（mm）  | 116.8 | 129.5 | 147.3 | 109.2 | 106.7 | 167.6 | 188.0 | 172.7 | 152.4 | 132.1 | 119.4 | 116.8 | 1,658.5 |

### 都市概観と建築物

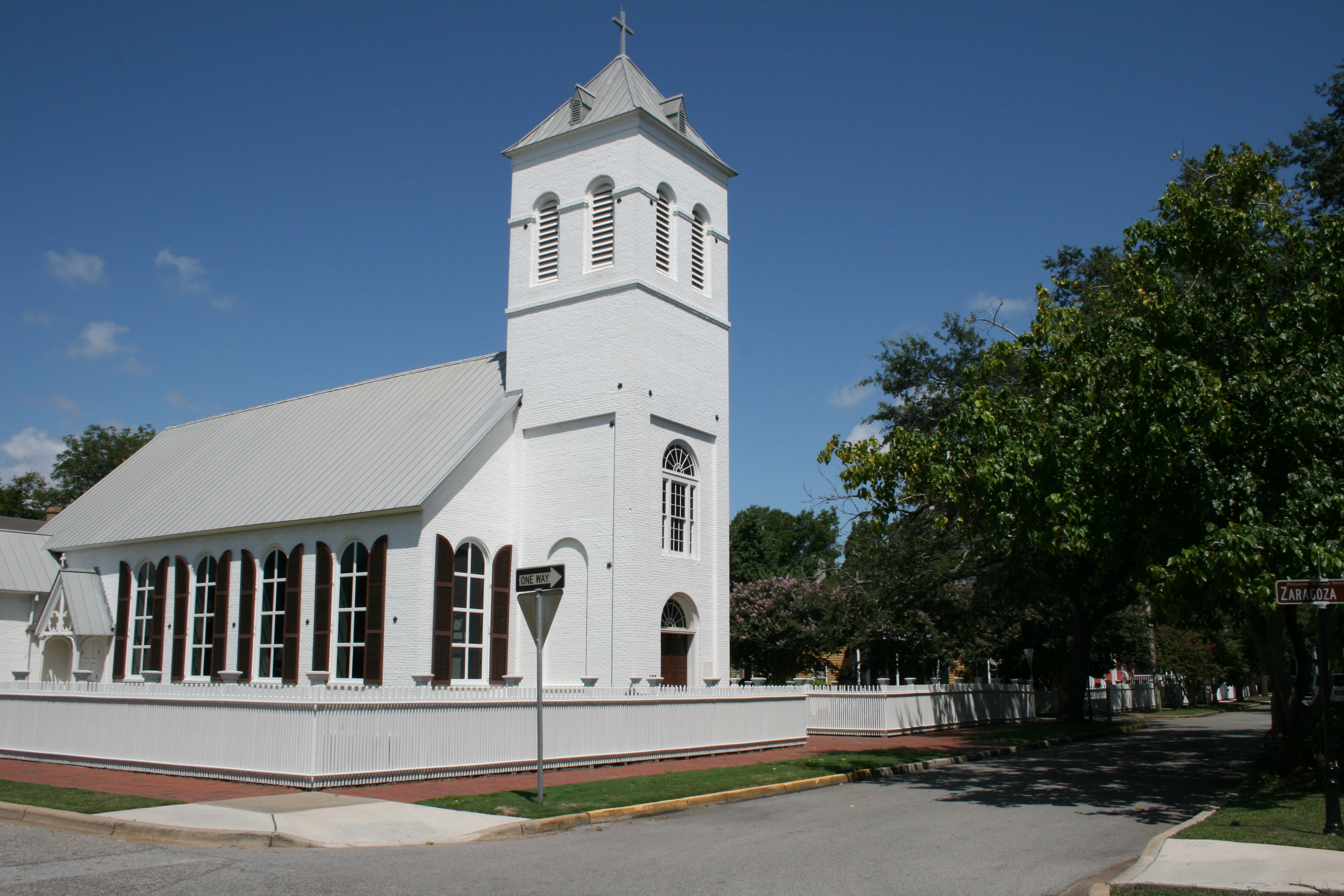
オールド・クライスト・チャーチ

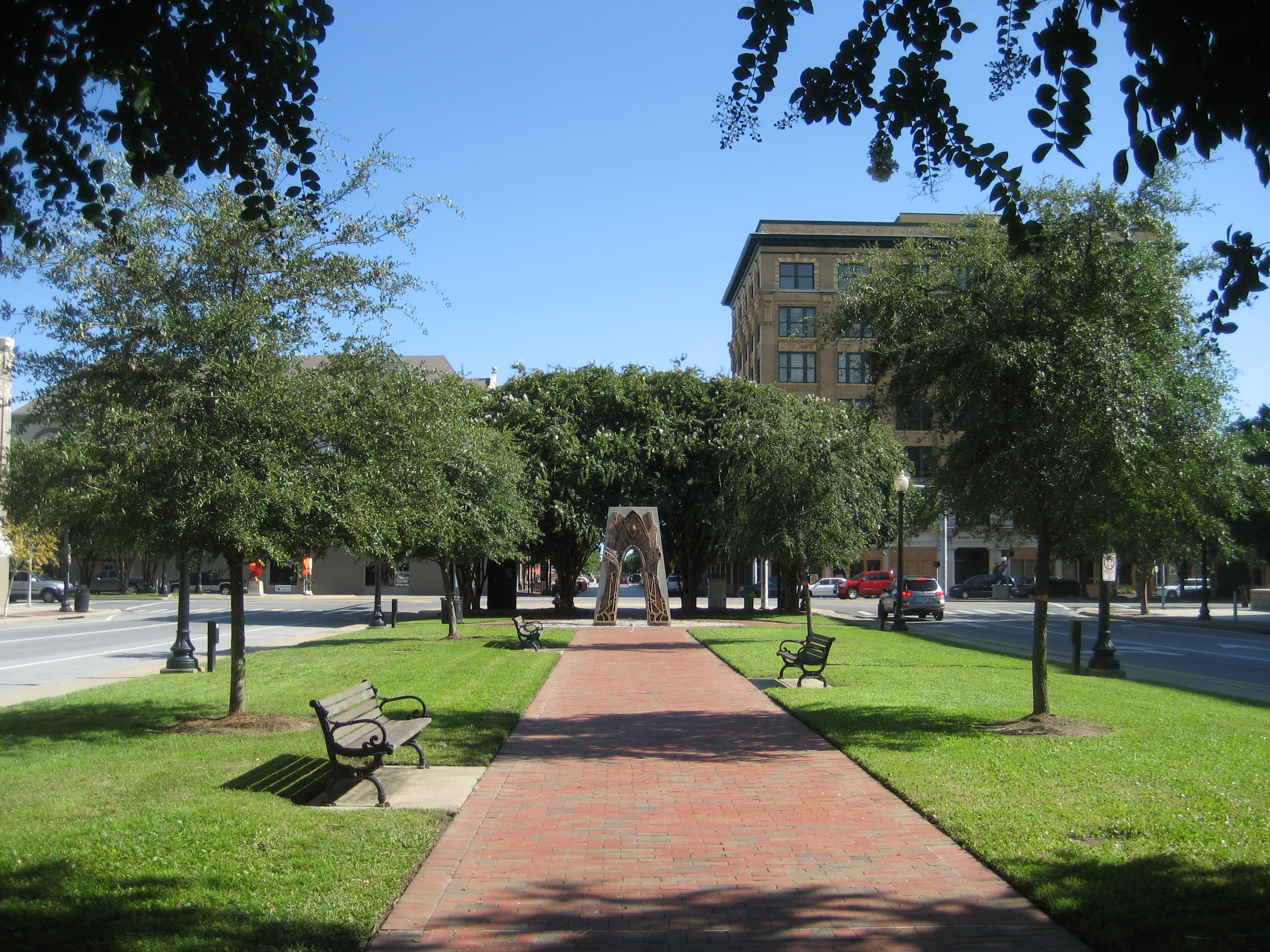
パラフォックス・ストリート

ペンサコーラのダウンタウンはペンサコーラ湾の北岸に形成されている。湾岸線はやや入り組んでいるものの、市中心部の街路は整然と区画されている。南北に通る通りはガーデン・ストリートを境にN（北）とS（南）に分かれている。一方、東西に通る通りはパラフォックス・ストリートを境に東（E）と西（W）に分かれている。パラフォックス・ストリートの東6ブロック目からは、数字のついた通りが6thストリートから20thストリートまであり、東に行くほど数字が大きくなる。一方、ダウンタウンの西には、Aストリートから順に、Zアルファベットのついた通りがZストリートまで通っている。ダウンタウン南東部にはオールド・クライスト・チャーチ、クララ・バークレー・ドア・ハウス、ラバル・ハウスなど、国家歴史登録財に登録されているものをはじめとする歴史的建築物が建ち並んでおり、地区自体もペンサコーラ歴史地区として国家歴史登録財に登録されている。

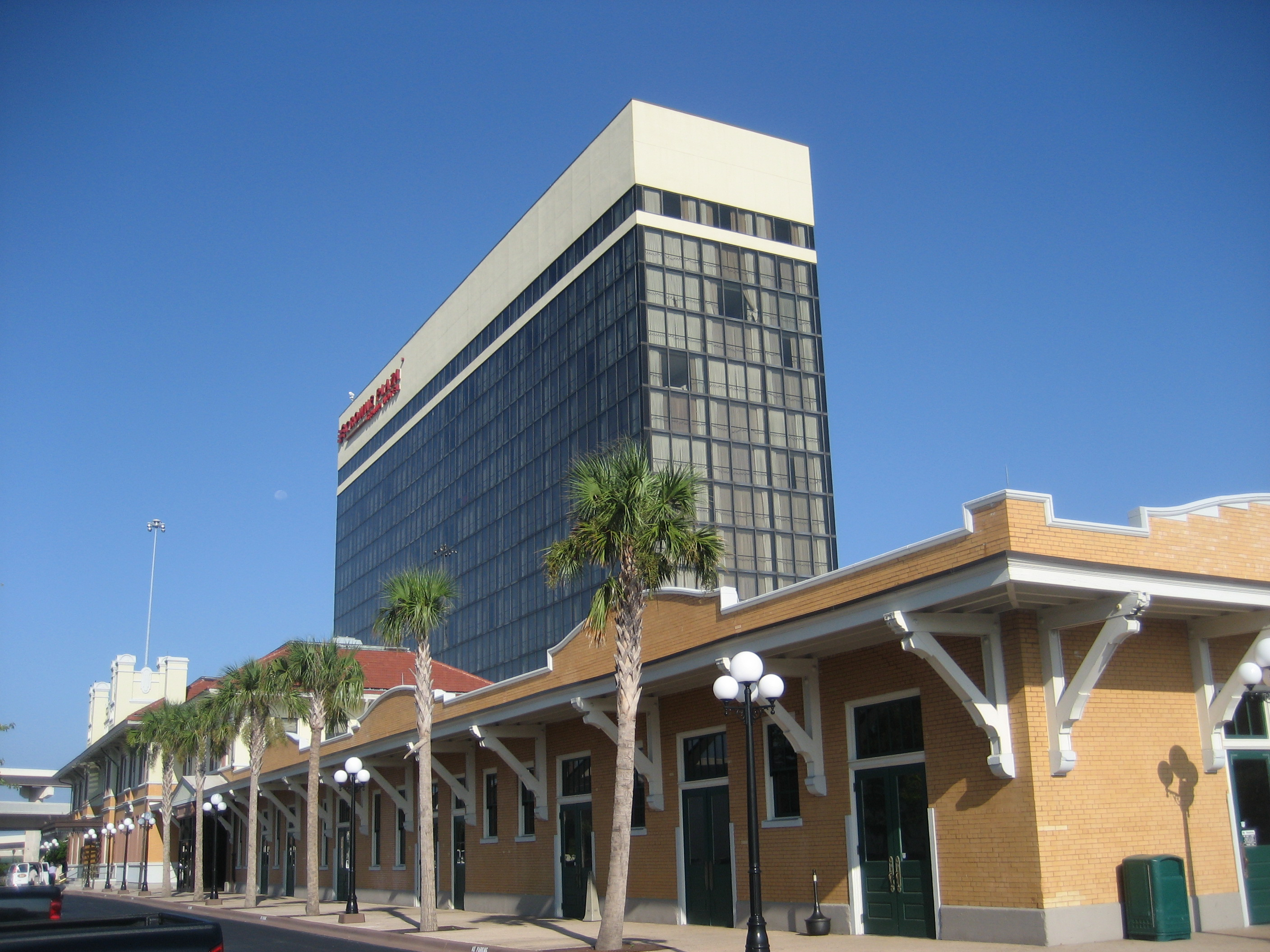
クラウン・プラザ・ペンサコーラ・グランド・ホテル

ペンサコーラ湾の対岸には砂嘴がのびており、その西端のガルフブリーズとはペンサコーラ湾に架かる国道98号線のペンサコーラ・ベイ・ブリッジで結ばれている。そのさらに向こう側、サンタローザ水路の対岸にはバリアー島のサンタローザ島が浮かんでおり、ガルフブリーズとはサンタローザ水路に架かる橋で結ばれている。サンタローザ島上にはペンサコーラビーチの村（実際は非法人地域）があり、そのメキシコ湾岸には白砂のビーチが続いている。
ペンサコーラビーチにこそ、コンドミニアムを中心に15階建て以上の高層の建物が相当数建っているものの、ペンサコーラのダウンタウンには目立った高層の建物はあまりなく、最も高い建物でもクラウン・プラザ・ペンサコーラ・グランド・ホテル（15階建て、高さ58m）にとどまる。このホテルは、もともとは1912年に建てられた、ルイビル・アンド・ナッシュビル鉄道の貨物ターミナルの駅舎をロビーやレストラン、会議室に転用しつつ、モダニズム建築様式の客室棟を隣に併設したものである。

## 政治

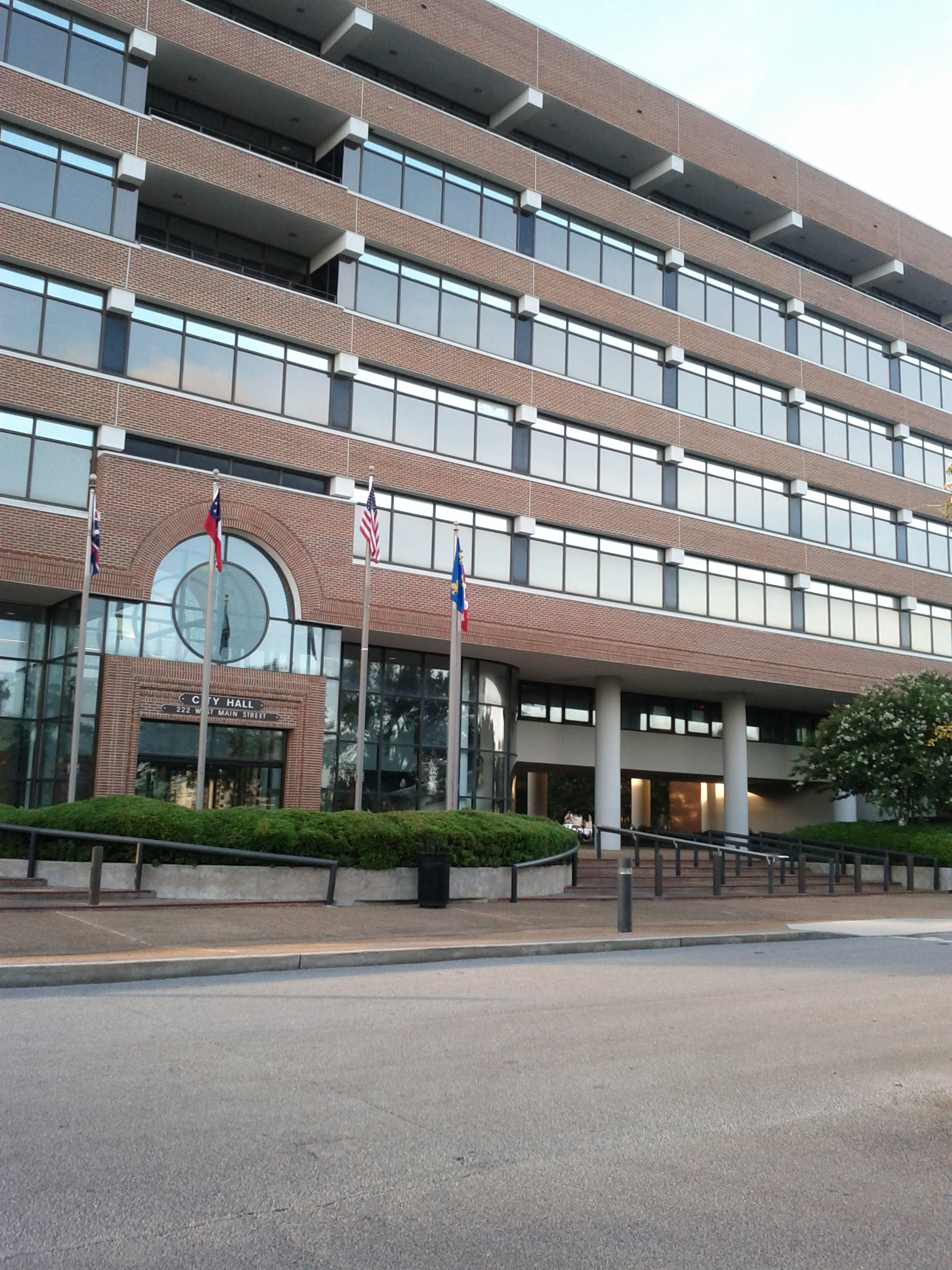
ペンサコーラ市庁舎

ペンサコーラは2009年に新しい憲章を可決し、それまでのシティー・マネージャー制から市長制に移行した。市長は市の行政の最高責任者であり、約800人の職員を抱える市政府の長である。市長は市政府職員の人事権を有し、市の行政実務に責任を負う。市長は市の行政官、顧問弁護士、書記官、および市政府各局長の任命権を持つ。市長は市議会の一員とはならず、票も有していないが、市議会への出席が義務付けられており、また、市議会の採択した条例に対し、可決から5日以内であれば、一部の例外を除いて拒否権を発動できる。市長は全市からの投票で選出され、その任期は4年で、多選は連続3選までに制限されている。
市の立法機関である市議会は9人の議員から成っており、そのうち7人は市を7区に分けた選挙区から1人ずつ選出され、残り2人は全市から選出される。市議会の議長および副議長は市議員の中から選出される。市議員の任期は4年で、2年ごとにその半数が改選され、多選は連続3選までに制限されている。

## 経済

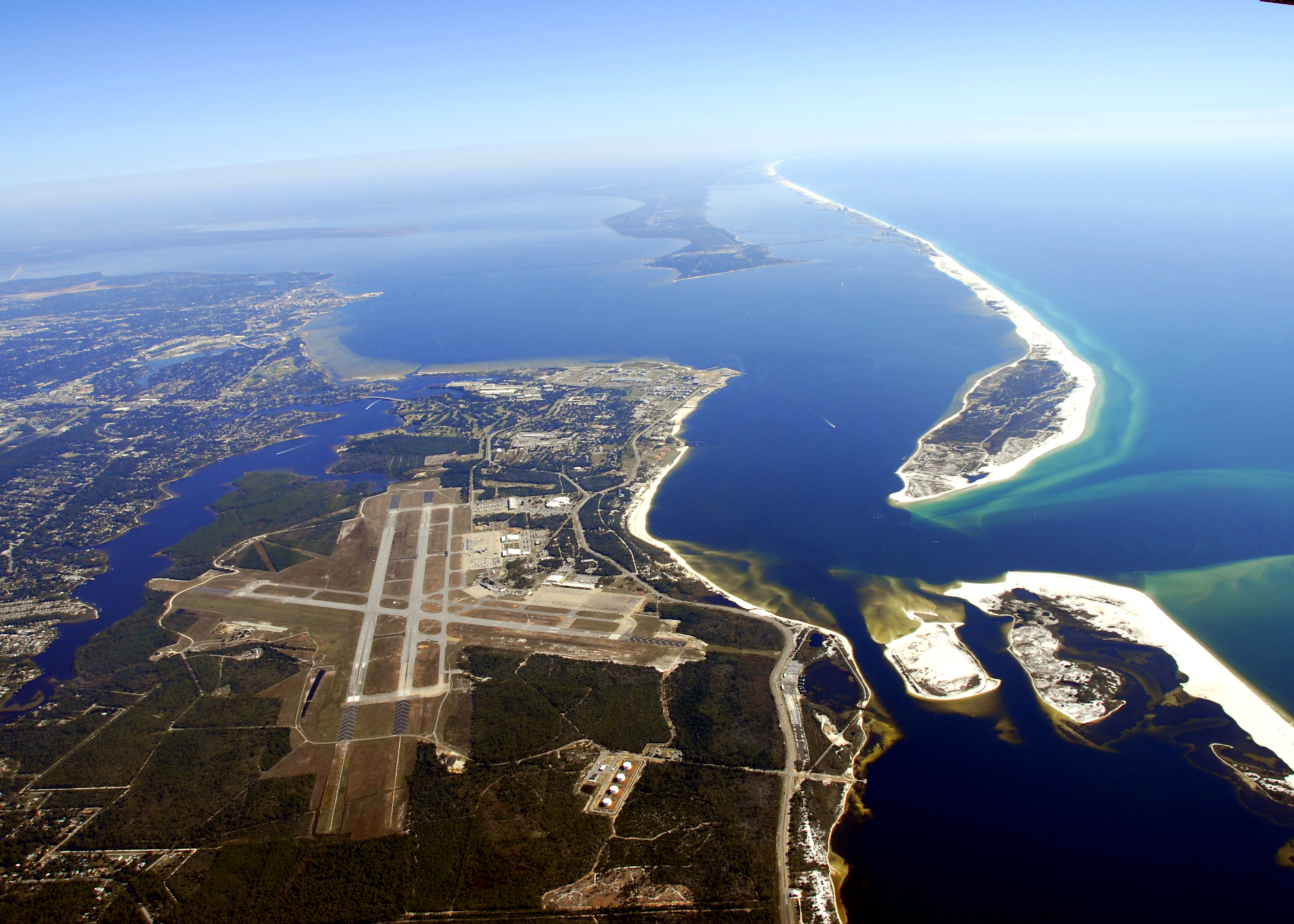
ペンサコーラ海軍航空基地

ペンサコーラの地域経済は軍事と観光によって主に支えられている。軍事産業がペンサコーラ都市圏にもたらしている経済効果は年間78億ドルにのぼり、80,000人以上の雇用を生み出している。また、美しいビーチや温暖な亜熱帯性の気候、名所といった観光資源に恵まれたペンサコーラにおいては、観光は長年にわたって、地域経済成長の起爆剤としての役割を果たしてきた。
ペンサコーラ都市圏内の軍事施設の中でも最も主要なものである、市の南西部に立地するペンサコーラ海軍航空基地は、1914年にアメリカ合衆国海軍最初の航空訓練基地として設置された基地で、「海軍航空のゆりかご」と呼ばれている。ここで訓練を受けた飛行士の中には、のちに人類史上初めて月面に着陸したニール・アームストロングもいた。現在では、ペンサコーラ海軍航空基地は120以上のテナント・コマンドをサポートしており、その多くは海軍、海兵隊、および沿岸警備隊の飛行訓練に関わるものである。また、敷地内に立地する国立海軍航空博物館は、ペンサコーラの観光名所の1つにもなっている。
ペンサコーラ海軍航空基地のほかには、都市圏内にはコリー・ステーション、ソーフリー・フィールド、ホワイティング・フィールド、およびペンサコーラ海軍病院といった軍関連施設が立地している。

## 交通

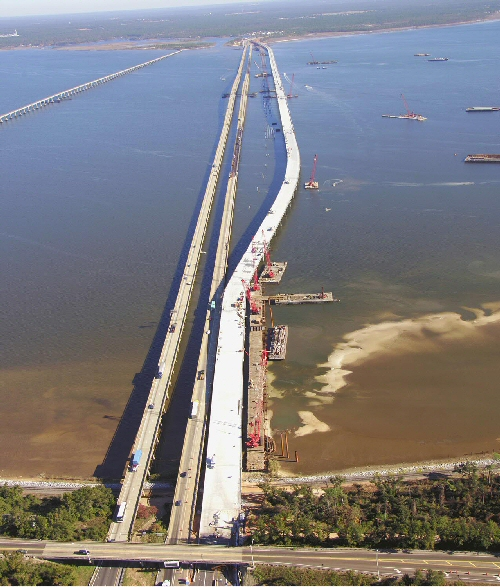
エスカンビア・ベイ・ブリッジの架け替え工事

ペンサコーラの玄関口となる商業空港は、ダウンタウンの北東約5.5kmに立地するペンサコーラ国際空港（IATA: PNS）である。この空港には、3大航空会社（デルタ航空・ユナイテッド航空・アメリカン航空）がそれぞれのハブ空港からの便を発着させているほか、サウスウエスト航空、USエアウェイズ、シルバー・エアウェイズも就航しており、州内や南部を中心に、シカゴやワシントンD.C.を含めた10都市/11空港からの便が発着している。
州間高速道路I-10はペンサコーラの北郊を東西に通っている。I-10はロサンゼルス都市圏からジャクソンビルまで、合衆国の最南部を貫いて大陸を横断する幹線である。I-10の支線であるI-110は、ペンサコーラのダウンタウンとI-10本線とを結んでいる。2004年、ペンサコーラの北東、ペンサコーラ湾奥のエスカンビア湾に架かる、I-10のエスカンビア・ベイ・ブリッジがハリケーン・アイバンの被害を受けて崩落したが、架け替えが行われ、2006年12月に東行、翌2007年に西行がそれぞれ開通した。

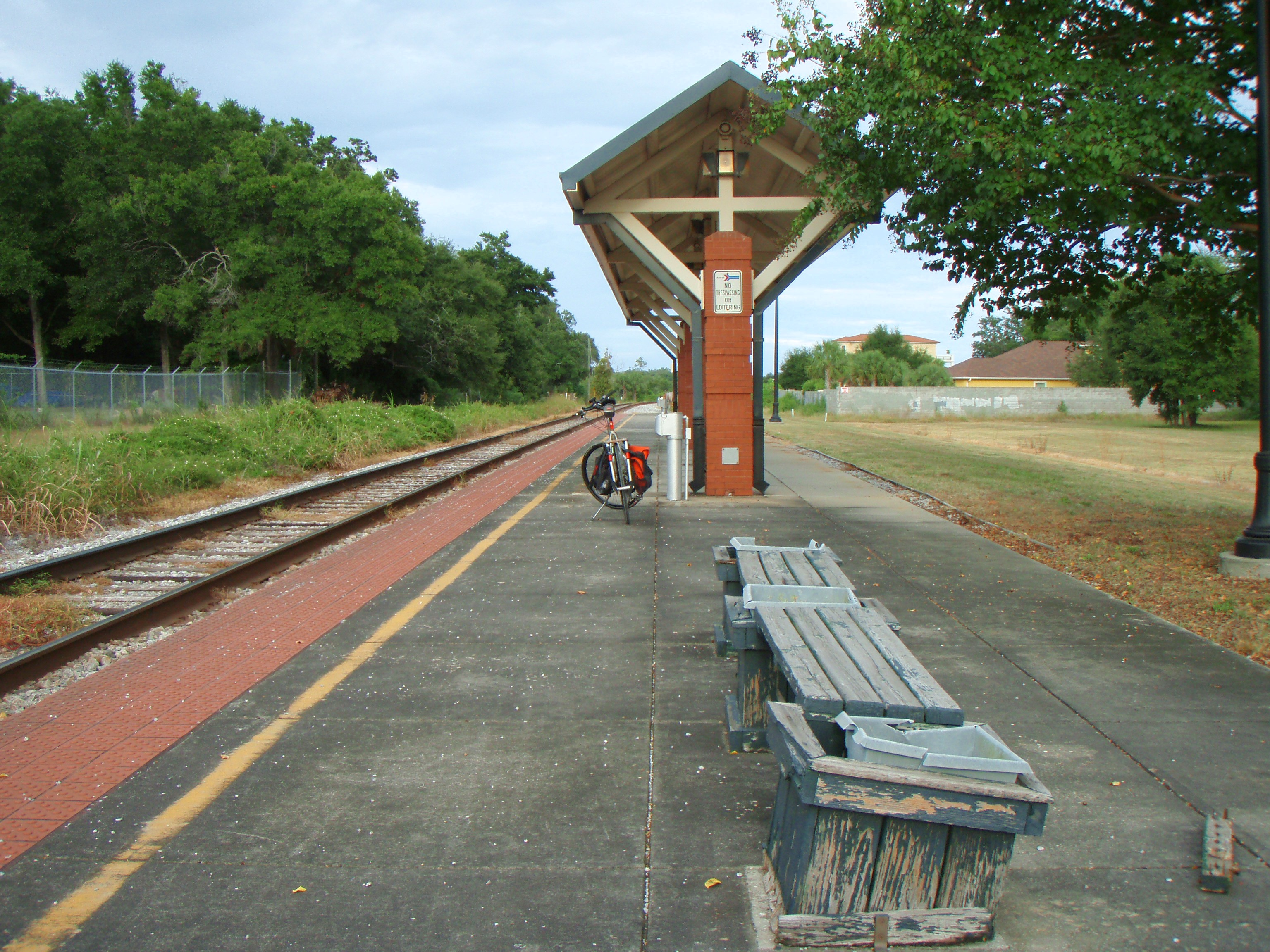
アムトラックのペンサコーラ駅（2010年）。2005年9月以降は停車する列車がなくなって放置され、荒れている。

アムトラックの駅はダウンタウンの南東、ペンサコーラ・ベイ・ブリッジ北詰の近くにあり、I-10とほぼ並行して合衆国の最南部を貫き、大陸を横断する長距離列車サンセット・リミテッド号が東行、西行とも週3便停車していた。しかし、2005年にハリケーン・カトリーナおよびハリケーン・リタが相次いでメキシコ湾岸に上陸し、ルイジアナ州南東部やミシシッピ州南部を通っていた線路にも被害を与えたため、以後はニューオーリンズ以東無期限運休となり、ペンサコーラに停車するアムトラックの列車はなくなった。
グレイハウンドのバスディーポはパラフォックス・ストリートおよびペンサコーラ・ブールバードを北上したI-10本線の近くにあり、ダウンタウンからは約10km離れている。このディーポにはモービルとタラハシーを結ぶバスが停車する。
市内の公共交通機関は、エスカンビア郡地域交通局（ECAT）の運営する路線バス網によってまかなわれている。20系統を有するこの路線バス網は、市内のみならず、ペンサコーラビーチもカバーしている。

## 教育

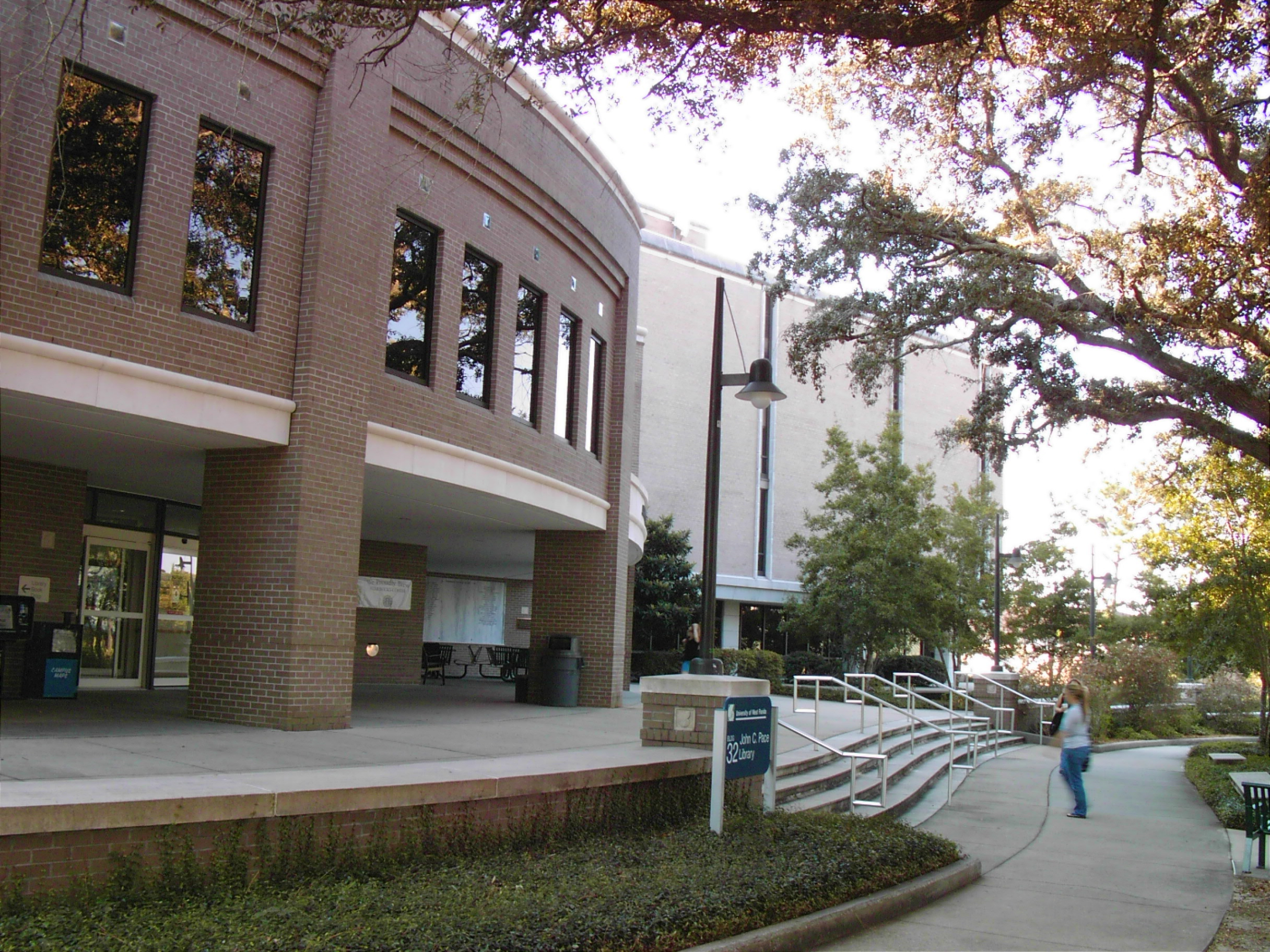
西フロリダ大学

西フロリダ大学はダウンタウンから北へ16km離れた、市の北東端に1,600エーカー（647.5ha）のキャンパスを構えている。同学は1963年に、フロリダ州立大学システムの6番目の大学として開学した州立総合大学で、文理・経営・教育の3学部を有し、学部に45、大学院修士課程に25、および教育学博士の学位プログラムを提供し、学部に約10,000人、大学院に約2,400人の学生を抱えている。また、同学のスポーツチーム、アルゴノーツはNCAAディビジョンIIのガルフ・サウス・カンファレンス（GSC）に所属しており、男子7種目、女子8種目で競っている。
ペンサコーラにおけるK-12課程は、主にエスカンビア郡学区の管轄下にある公立学校によって支えられている。同学区は小学校31校、中学校9校、高校7校、オルタナティブ教育校21校を有し、約40,000人の児童・生徒を抱えている。

## 文化と名所

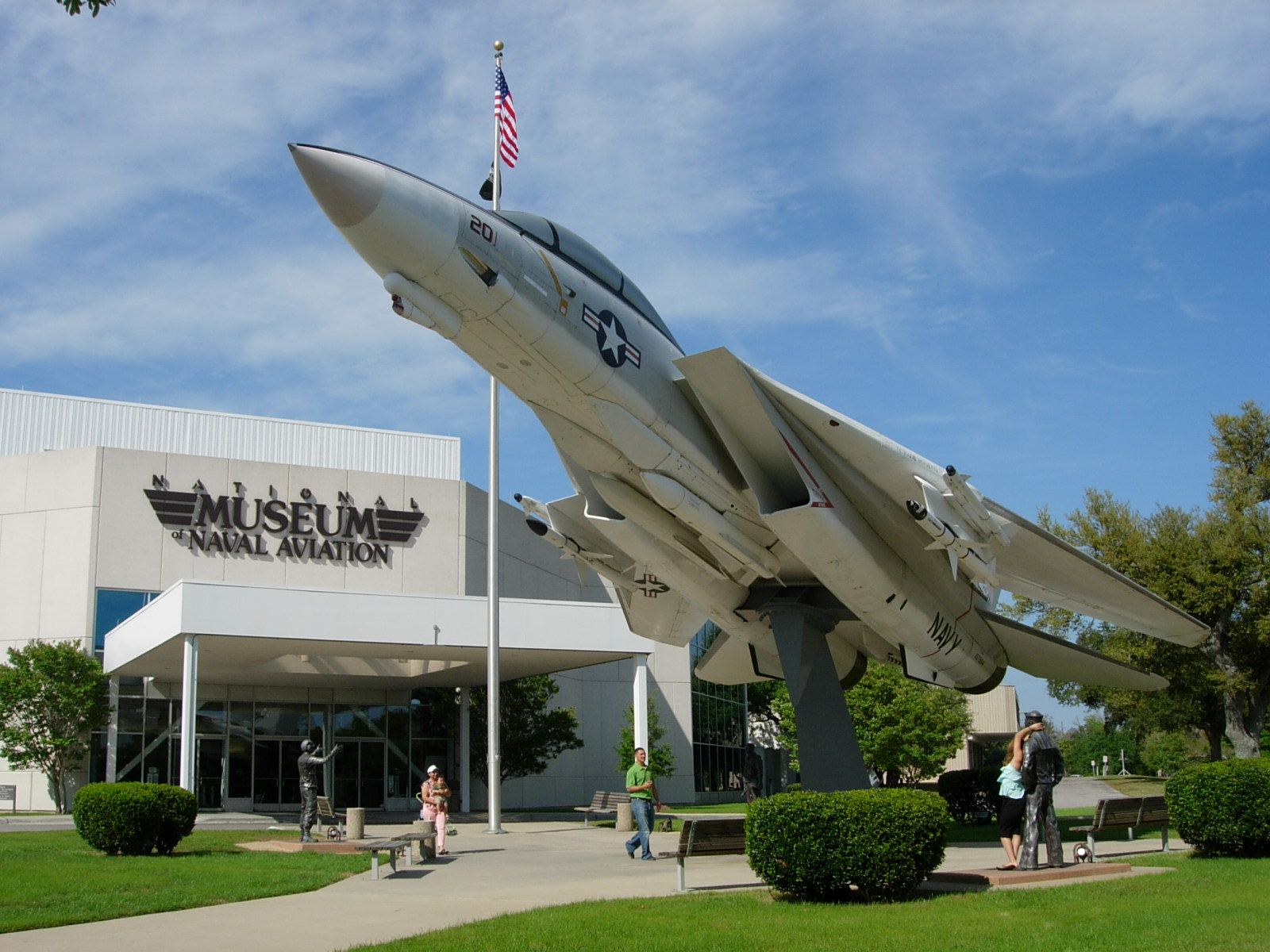
国立海軍航空博物館の正面玄関前に展示されているF-14 トムキャット

国立海軍航空博物館はペンサコーラ海軍航空基地の敷地内に立地している。同館の展示スペース、および37エーカー（150,000m2）の敷地内には、カーチス NC-4やSBD ドーントレス、F-14 トムキャットをはじめ、アメリカ合衆国海軍、海兵隊、および沿岸警備隊の航空機150機が修復され、展示・保存されている。また、館内にはIMAXシアターやフライトシミュレータもある。
ペンサコーラ海軍航空基地の敷地内にはペンサコーラ灯台も立地している。1859年に建てられたこの灯台は現役で稼働しているが、一般にも公開されており、観光客が上ることもできる。隣接して建つ灯台守小屋は1869年に建てられ、修復されたもので、内部は郷土史博物館になっている。
ダウンタウンのペンサコーラ歴史地区内に立地するT・T・ウェントワース・ジュニア・フロリダ州立博物館は、元々は1908年に建てられた旧市庁舎を歴史博物館に転用したもので、ペンサコーラやフロリダの歴史に関する事物を展示している。

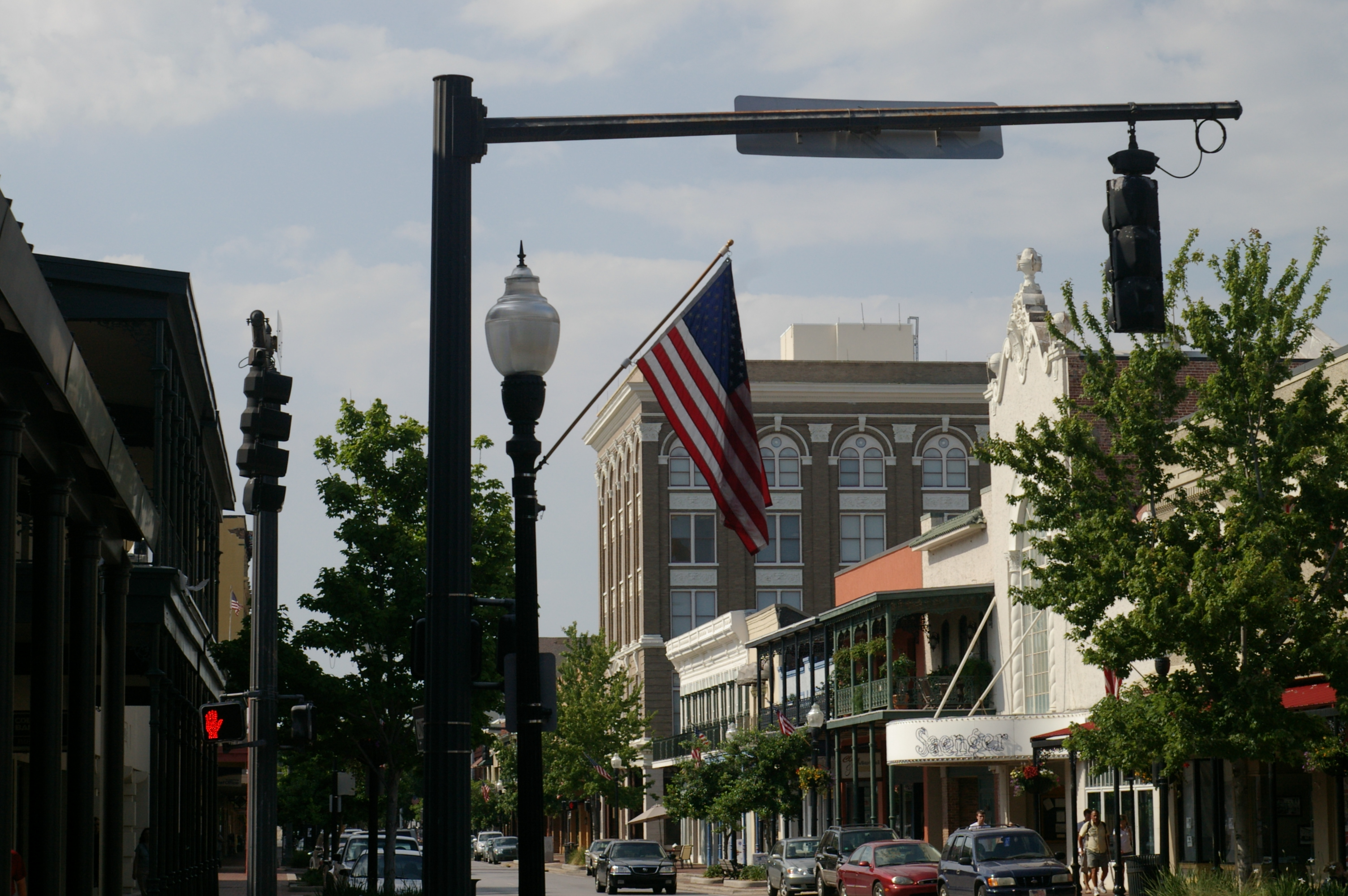
ペンサコーラ芸術地区

ペンサコーラ歴史地区の西に隣接するペンサコーラ芸術地区には、その名の通り芸術施設が集中している。芸術地区内に立地するペンサコーラ美術館は、もともとは1906年に市の刑務所として建てられたスパニッシュ・コロニアル・リバイバル様式の建築物で、1954年に市が刑務所を移転することになった後に、美術館として転用されたものである。同館は主に20世紀以降のキュビズム、写実主義、ポップアート、抽象絵画、フォークアート、イラストなどの近現代芸術作品を常設展示している。また、ヨーロッパやアメリカ合衆国のガラス工芸や、アフリカの絵画・彫刻などの作品も展示している。
ペンサコーラ美術館のすぐ近くにはペンサコーラ文化センターが立地している。同センターはエスカンビア郡の刑務所を演技芸術施設に転用したもので、地元劇団のペンサコーラ・リトル・シアター、およびバレエ・ペンサコーラの公演が行われる。また、同じく芸術地区内に立地するシーンガー劇場は、1925年に建てられたスペイン・バロック建築様式の劇場で、ペンサコーラ交響楽団やブロードウェイのミュージカルの公演も行われる。

## 人口動態

### 都市圏人口
ペンサコーラの都市圏、および広域都市圏を形成する各郡の人口は以下の通りである（2020年国勢調査）。
ペンサコーラ・フェリーパス・ブレント都市圏
| 郡             | 州         | 人口      |
| -------------- | ---------- | --------- |
| エスカンビア郡 | フロリダ州 | 321,905人 |
| サンタローザ郡 | フロリダ州 | 188,000人 |
| 合計           | 合計       | 509,905人 |

ペンサコーラ・フェリーパス広域都市圏
| 都市圏/小都市圏                            | 郡                                         | 州                                         | 人口      |
| ------------------------------------------ | ------------------------------------------ | ------------------------------------------ | --------- |
| ペンサコーラ・フェリーパス・ブレント都市圏 | ペンサコーラ・フェリーパス・ブレント都市圏 | ペンサコーラ・フェリーパス・ブレント都市圏 | 509,905人 |
| アットモア小都市圏                         | エスカンビア郡                             | アラバマ州                                 | 36,757人  |
| 合計                                       | 合計                                       | 合計                                       | 546,662人 |

### 市域人口推移
以下にペンサコーラ市における1850年から2020年までの人口推移をグラフおよび表で示す。
| 統計年 | 人口     |
| ------ | -------- |
| 1850年 | 2,164人  |
| 1860年 | 2,876人  |
| 1870年 | 3,347人  |
| 1880年 | 6,845人  |
| 1890年 | 11,750人 |
| 1900年 | 17,747人 |
| 1910年 | 22,982人 |
| 1920年 | 31,035人 |
| 1930年 | 31,579人 |
| 1940年 | 37,449人 |
| 1950年 | 43,479人 |
| 1960年 | 56,752人 |
| 1970年 | 59,507人 |
| 1980年 | 57,619人 |
| 1990年 | 58,165人 |
| 2000年 | 56,255人 |
| 2010年 | 51,923人 |
| 2020年 | 54,312人 |

## 姉妹都市
ペンサコーラは以下7都市と姉妹都市提携を結んでいる。
- エスカスー（コスタリカ）
- 高雄市（中華民国）
- 下呂市（日本・岐阜県） - 萩原町がペンサコーラと姉妹都市提携を結んでいた[70]。
- チンボテ（ペルー）
- ホルリフカ（ウクライナ）
- マチャラビアージャ（スペイン）
- リマ市ミラフローレス区（ペルー）